# HMS Ravager (D70)
Pour les autres navires du même nom, voir HMS Ravager.
Le HMS Ravager fait partie des porte-avions d'escorte de la Royal Navy pendant la Seconde Guerre mondiale. Construit aux Etats-Unis et transféré dans le cadre du prêt-bail, il appartient à la classe Attacker, désignation britannique de la classe Bogue.

## Construction
Le navire est mis sur quille en avril 1942 au chantier de la Seattle-Tacoma Shipbuilding Corporation, il est alors prévu de le prévu de la terminer en tant que cargo de type C3. Mais, en cours de construction, il est racheté par l'US Navy pour achèvement en tant que porte-avions d'escorte de la classe Bogue, puis il est décidé de le transférer à la Royal Navy. Après lancement, la coque est remorquée vers un autre chantier (Willamette Iron and Steel Works (en), Portland) pour achèvement. Un équipage britannique en prend les commandes et les essais en mer commencent le 9 avril 1943. Officiellement livré à la Royal Navy le 24 avril, il traverse le canal de Panama, puis s'arrête à Norfolk (Virginie), où des équipements radio et radar lui sont installés.

## Service
Lorsqu'il quitte Norfolk pour le Royaume-Uni, il embarque un escadron du 846 Naval Air Squadron, doté de 12 avengers : les avions sont eux aussi cédés en land-lease, et les pilotes ont suivi une formation aux États-Unis. Dès son premier voyage vers le Royaume-Uni, il assure un des missions de lutte anti-sous-marine, pour protéger les convois alliés traversant l'Atlantique. Il s'agit de la mission principale des navires de cette classe. Néanmoins, le Ravager est affecté aux atterrages occidentaux, pour la formation de pilotes à appontage (mission qu'il partage avec le HMS Argus). C'est son affectation principale jusqu'à la fin du conflit, interrompue par quelques autres missions, notamment un voyage de livraison d'avions à Gibraltar en juin 1944.

## Devenir après la guerre
La guerre terminée, le Ravager est rendu à l'US Navy (le transfert est fait formellement le 26 février 1946), qui raie des listes et le met en vente. Il est racheté (comme deux autres navires de la même classe) par Robin Lines, une société de transport maritime basée à New York. Transformé (remis dans la configuration cargo correspondant à la conception initiale de la coque), il est utilisé sous le SS Robin Trent. En 1957, il change d'armateur, la société Moore McCormack ayant racheté Robin Lines (le navire est renommé SS Trent). Il continue à être utilisé jusqu'à être finalement ferraillé à Taiwan en 1973.